# Aymen Tahar
Aymen Tahar (en arabe : أيمن الطاهر), né le 2 octobre 1989 à Alger, est un footballeur algérien. Il évolue au Boavista FC au poste de milieu relayeur.

## Biographie
Il joue plus de 100 matchs dans le championnat de Roumanie.
Avec le club du Steaua Bucarest, il joue trois matchs en Ligue des champions, et une rencontre en Ligue Europa.

## Palmarès
- Finaliste de la Supercoupe de Roumanie en 2015 avec le Steaua Bucarest